# Tachyphyle apicibadia
Tachyphyle apicibadia là một loài bướm đêm trong họ Geometridae.